# Rochester Hills
Rochester Hills – miasto w Stanach Zjednoczonych, w stanie Michigan, w hrabstwie Oakland.